# Thelairodoria exilis
Thelairodoria exilis là một loài ruồi trong họ Tachinidae.